# Okręg Tropoja
Okręg Tropoja (alb. rrethi i Tropojës) – jeden z trzydziestu sześciu okręgów administracyjnych w Albanii; leży w północnej części kraju, w obwodzie Kukës. Liczy ok. 17 tys. osób (2008) i zajmuje powierzchnię 1043 km². Jego stolicą jest Bajram Curri. W skład okręgu wchodzi osiem gmin. Jedna miejska Bajram Curri oraz siedem wiejskich: Bujan, Bytyç, Fierzë, Lekbibaj, Llugaj, Margegaj oraz Tropojë.